# Tripp-Eiszunge
Die Tripp-Eiszunge ist eine Gletscherzunge an der Scott-Küste des ostantarktischen Viktorialands. Sie besetzt die nördliche Hälfte der Tripp Bay und wird von mehreren Gletschern gespeist, darunter der Fry-Gletscher, der Hedblom-Gletscher und der Oates-Piedmont-Gletscher.
Das New Zealand Antarctic Place-Names Committee benannte sie 1999 in Anlehnung an die Benennung der von ihr eingenommenen Bucht. Deren Namensgeber ist der Neuseeländer Leonard Owen Howard Tripp (1862–1957), welcher der Nimrod-Expedition (1907–1909) des britischen Polarforschers Ernest Shackleton hilfreich zur Seite stand.